# Nathanaël
Pour les articles homonymes, voir Nathanael.
D'après l'Évangile selon Jean, Nathanaël (en grec ancien : Ναθαναήλ, Nathanaēl) est un Galiléen appelé par Jésus pour devenir son disciple Jn 1. 45-51.
Nathanaël signifie « donné par le Seigneur » ou « don de Dieu ».

## Identification
Nathanaël est un disciple de Jésus qui lui est présenté par l'apôtre Philippe ; il apparaît uniquement dans l'Évangile selon Jean, lors du choix des premiers disciples (Jn 1:43-51) et près du lac de Tibériade où il est précisé qu'il est de Cana en Galilée (Jn 21:2). Comme le nom de Barthélemy suit celui de Philippe dans la liste des douze Apôtres, Nathanaël lui est assimilé.
Il est par ailleurs le seul disciple dont Jésus fasse l’éloge dans l'Évangile de Jean :
« Voici en vérité un Israélite dans lequel il n'y a pas de fraude » (Jn 1:47), puis Nathanaël  reconnaît en Jésus le Fils de Dieu et le roi d'Israël. Ainsi avant Pierre et les autres, il confesse la messianité de Jésus, qui évoque alors devant lui le songe de l'échelle de Jacob : « Et vous verrez les anges de Dieu monter et descendre au-dessus du Fils de l'homme », renouvelant la promesse faite à ce patriarche et faisant de lui un nouveau Jacob.
Cependant, pas plus Augustin d'Hippone (Homélie 7:17) qu'Épiphane de Salamine ne confondent Nathanaël et Barthélemy. En effet, le second écrit dans son Panarion que Nathanaël est le compagnon de Cléophas marchant sur la route le soir de la Résurrection (note sur Luc 24:18 en marge du codex V du IXe siècle). Or il ne peut être l'un des Apôtres, puisqu'en rentrant à Jérusalem les deux compagnons trouvèrent les Onze déjà rassemblés.
Un auteur contemporain s'est demandé si Nathanaël ne serait pas “le disciple que Jésus aimait" — que l'historiographie a toujours entendu comme étant Jean lui-même —. En effet, Nathanaël est nommé au début de l'évangile, avant le mariage à Cana dont il pourrait être originaire ; il n'est donc pas impossible qu'il ait été l'époux à l'intention duquel Jésus changea l'eau en vin. Le disciple « que Jésus aimait » apparaît lors du dernier repas, se penchant sur la poitrine de Jésus. Il est ensuite à la porte de la maison du grand-prêtre, puis au pied de la croix, puis courant avec Pierre jusqu'au tombeau. Enfin il est à nouveau nommé dans le dernier chapitre, où Pierre s'interroge sur son devenir.[Information douteuse]
D'autres se sont demandé si Nathanaël ne serait pas un surnom derrière lequel se cacherait Jacques le Juste, « le frère du Seigneur ». Une autre hypothèse remarque que Nathanaël signifie Don de Dieu en araméen, tout comme dositheo en grec ancien ; on s'est donc posé la question de savoir si Nathanaël ne serait pas Dosithée. Aucune de ces suppositions n'a trouvé de réponse certaine.[évasif]

## Culte
Fête locale le 24 août.